# 云锦杜鹃
云锦杜鹃（学名：Rhododendron fortunei），为杜鹃花科杜鹃花属下的一个植物种。
种名 fortunei 以英国植物学家Robert fortune（1813-1880）的名字命名。